# Етнікос (Ахна)
Футбольний клуб Етнікос Ахна або просто «Етнікос Ахна» (грец. Εθνικός Άχνας) — професіональний кіпрський футбольний клуб з селища Ахна в районі Фамагуста.

## Досягнення
- Другий дивізіон чемпіонату Кіпру
  -  Чемпіон (2): 1986, 1992

- Кубок Кіпру
  -  Фіналіст (2): 2002, 2022

- Кубок Інтертото
  - Переможець (1): 2006 - Переможець приєднання[1]

## Склад команди
Станом на 26 серпня 2016
| №  | Поз. | Нац.               | Гравець                                      |
| -- | ---- | ------------------ | -------------------------------------------- |
| 1  | ВР   | Північна Македонія | Мартин Богатинов                             |
| 2  | ЗХ   | Болгарія           | Борислав Стойчев                             |
| 5  | ПЗ   | Бразилія           | Едуарду Пінцеллі (3-ій капітан)              |
| 6  | ПЗ   | Бразилія           | Бруну Аррабал                                |
| 7  | НП   | Росія              | Микола Капіані                               |
| 8  | ЗХ   | Грузія             | Гія Григалава                                |
| 9  | НП   | Грузія             | Ніка Качавара (в оренді з клубу ФК «Ростов») |
| 10 | ПЗ   | Кіпр               | Христос Поїацис (Капітан)                    |
| 11 | НП   | Бразилія           | Джеферсон Жеральду ді Алмейда                |
| 12 | ВР   | Кіпр               | Поліс Полікарпу                              |
| 13 | ЗХ   | Кіпр               | Петрос Хаджиарос (Віце-капітан)              |
| 15 | ЗХ   | Кіпр               | Симеон Коне                                  |
| 16 | ВР   | Кіпр               | Михаліс Панайоту                             |
| 19 | НП   | Кіпр               | Іоанніс Чадживасиліс                         |
| 21 | ПЗ   | Грузія             | Гіоргі Ілурідзе                              |
| 22 | ПЗ   | Румунія            | Андрей Енеску                                |
| 23 | ВР   | Кіпр               | Заннетос Митідіс                             |

| №  | Поз. | Нац.               | Гравець              |
| -- | ---- | ------------------ | -------------------- |
| 24 | ПЗ   | Кіпр               | Параскевас Коуї      |
| 25 | НП   | Кіпр               | Деметріс Кіпріану    |
| 26 | ЗХ   | Північна Македонія | Міте Цікарський      |
| 27 | ЗХ   | Кіпр               | Гіоргіс Кошиаппас    |
| 28 | ПЗ   | Болгарія           | Філіп Філіпов        |
| 35 | НП   | Кіпр               | Андреас Еліа         |
| 43 | ПЗ   | Кіпр               | Гіоргіус Папагеоргіу |
| 44 | ЗХ   | Кіпр               | Павлос Енгомітіс     |
| 45 | ПЗ   | Кіпр               | Антоніс Кациаріс     |
| 55 | ЗХ   | Кіпр               | Деметріс Мулазіміс   |
| 66 | ЗХ   | Болгарія           | Пламен Крачунов      |
| 77 | ПЗ   | Румунія            | Богдан Гаврила       |
| 88 | ПЗ   | Кіпр               | Георгіос Аресті      |
| 90 | ЗХ   | Росія              | Олександр Довбня     |
| 95 | ВР   | Польща             | Патрик Процек        |
| 99 | НП   | Аргентина          | Еміліо Зелая         |

## Відомі гравці
- Артур Восканян
- Зоран Янкович
- Ясуміс Ясуму
- Мамаду Сідібе
- Християн Кировський
- Предраг Оцоколич
- Петр Влчек
- Александар Коцич

## Відомі тренери
- Стефан Демоль (2008–09)
- Панікос Орфанідес (2009–10)
- Чедомир Яневський (2011–12)
- Стефен Константін (2012–13)
- Данило Дончич (2015–)